# …Of Nightmares (мини-альбом)
…Of Nightmares — это второй мини-альбом альтернативной группы Angels & Airwaves выпущенный 4 сентября 2015 года на лейбле To The Stars Records. Данный релиз является сопутствующей частью к новелле Poet Anderson…Of Nightmares, авторами которой стали Том ДеЛонг и Сьюзен Янг. Таким же образом был издан первый выпуск Poet Anderson, который стал дополнительным материалом к альбому The Dream Walker.

## Об альбоме
По словам Тома ДеЛонга, The Dream Walker не содержал ни одной электронной интерлюдии в отличие от всех предыдущих альбомов группы, что сподвигло его на выпуск "потерянных" интерлюдий в качестве отдельного релиза. В трек лист также вошла песня Into the Night, которая изначально была написана для The Dream Walker, но не была выпущена вместе с остальным альбомом.

## Участники записи
Том Делонг - гитара, вокал (все треки)
Илан Рубин - гитара, бас-гитара, ударные (только на треке №2)

## Список композиций
Слова и музыка всех песен — Tom DeLonge и Ilan Rubin.
| №                   | Название            | Длительность |
| ------------------- | ------------------- | ------------ |
| 1.                  | «Home»              | 4:27         |
| 2.                  | «Into the Night»    | 4:19         |
| 3.                  | «View from Below»   | 3:33         |
| 4.                  | «Parasomnia»        | 5:00         |
| Общая длительность: | Общая длительность: | 17:19        |